# Йембит, Поль-Мари
Поль-Мари Йембит (фр. Paul Marie Yembit; 22 декабря 1917, Нденде (ныне департамент Дуля, провинции Нгуние, Габон) — 21 января 1978) — государственный и политический деятель Габона. Первый Вице-президент Габона с февраля 1961 по ноябрь 1969 года.

## Биография
Представитель народа Пуну. Образование получил в местных католических школах, затем — в государственной средней школе в Ламбарене. Работал коммерческим сотрудником в Обществе Haut Ogooué. С 1943 по 1952 год занимался бизнесом в г. Муила.
Позже был избран в Территориальное собрание от провинции Нгуние. В марте 1957 года вновь был переизбран в Законодательное собрание Габона.
Член Габонской демократической партии, в марте 1957 года назначен министром сельского хозяйства и животноводства, затем занимал несколько министерских постов.
В 1960 году стал заместителем генерального секретаря Габонской демократической партии.
В феврале 1961 года занял пост вице-президента правительства национального единства Габона.
Во время военного переворота 1964 года поддержал свергнутого президента Леона Мба и обратился к властям Франции восстановить легитимного президента. Две роты французских войск, переброшенных из Сенегала и Конго восстановили законность власти в Габоне. Его действия полностью восстановили президентское доверие. В 1965 году он снова был назначен вице-президентом, отвечающим за правосудие. В ноябре 1966 года президент Габона Леон Мба сменил Йембита на Эль-Хаджа Ома́ра Бо́нго Онди́мбу.
В 1970 году новый президент поручил ему престижную должность великого канцлера, президента Совета по вручению национальных орденов.